# Liste der Neuen Gedichte (Rilke)
Dies ist eine Liste der Gedichte, die zu den Neuen Gedichten zählen. Dabei handelt es sich um einen Gedichtband von Rainer Maria Rilke, dessen erster Teil 1907 und dessen zweiter Teil 1908 erschien.

## Neue Gedichte
| Titel                                                                 | Erste Zeile                                   | Bemerkung                               | Entstehung                                                  |
| --------------------------------------------------------------------- | --------------------------------------------- | --------------------------------------- | ----------------------------------------------------------- |
| Früher Apollo                                                         | Wie manches Mal durch das noch unbelaubte     |                                         | 11. Juli 1906                                               |
| Mädchen-Klage                                                         | Diese Neigung, in den Jahren                  |                                         | um den 1. Juli 1906                                         |
| Liebes-Lied                                                           | Wie soll ich meine Seele halten, daß          |                                         | Capri, Mitte März 1907                                      |
| Eranna an Sappho                                                      | O du wilde weite Werferin                     |                                         | Meudon, Winter 1905/1906                                    |
| Sappho an Eranna                                                      | Unruh will ich über dich bringen              |                                         | Meudon, Winter 1905/1906                                    |
| Sappho an Alkaïos                                                     | Und was hättest du mir denn zu sagen          | Fragment                                | Paris, 24. Juli 1907                                        |
| Grabmal eines jungen Mädchens                                         | Wir gedenken noch. Das ist, als müßte         |                                         | Meudon, Winter 1905/1906, vor 1. Februar 1906               |
| Opfer                                                                 | O wie blüht mein Leib aus jeder Ader          |                                         | Meudon, Winter 1905/1906, vor 1. Februar 1906               |
| Östliches Taglied                                                     | Ist dieses Bette nicht wie eine Küste         |                                         | Paris, Mai/Juni 1906                                        |
| Abisag (I.)                                                           | Sie lag. Und ihre Kinderarme waren            | 1. Könige 1,1-4                         | Meudon, Winter 1905/1906                                    |
| Abisag (II.)                                                          | Der König saß und sann den leeren Tag         | 1. Könige 1,1-4                         | Meudon, Winter 1905/1906                                    |
| David singt vor Saul (I.)                                             | König, hörst du, wie mein Saitenspiel         | 1. Samuel 16,14-23                      | Meudon, Winter 1905/1906                                    |
| David singt vor Saul (II.)                                            | König, der du alles dieses hattest            | 1. Samuel 16,14-23                      | Meudon, Winter 1905/1906                                    |
| David singt vor Saul (III.)                                           | König, birgst du dich in Finsternissen        | 1. Samuel 16,14-23                      | Meudon, Winter 1905/1906                                    |
| Josuas Landtag                                                        | So wie der Strom am Ausgang seine Dämme       | Buch Josua, Kap. 23/24                  | Paris, kurz vor dem 9. Juli 1906                            |
| Der Auszug des verlorenen Sohnes                                      | Nun fortzugehn von alledem Verworrnen         | Lukas 15,11 bis 32                      | Paris, Juni 1906                                            |
| Der Ölbaum-Garten                                                     | Er ging hinauf unter dem grauen Laub          | Lukas 22,39-46                          | Paris, Mai/Juni 1906                                        |
| Pietà                                                                 | So seh ich, Jesus, deine Füße wieder          | Maria Magdalena                         | Paris, Mai/Juni 1906                                        |
| Gesang der Frauen an den Dichter                                      | Sieh, wie sich alles auftut: so sind wir      |                                         | Capri, Mitte März 1907                                      |
| Der Tod des Dichters                                                  | Er lag. Sein aufgestelltes Antlitz war        |                                         | Paris, Mai/Juni 1906                                        |
| Buddha                                                                | Als ob er horchte. Stille: eine Ferne ...     |                                         | Meudon, Ende 1905                                           |
| L´Ange du Méridien                                                    | Im Sturm, der um die starke Kathedrale        | Chartres                                | Paris, Mai/Juni 1906                                        |
| Die Kathedrale                                                        | In jenen kleinen Städten, wo herum            |                                         | Paris, um den 1. Juli 1906                                  |
| Das Portal (I.)                                                       | Da blieben sie, als wäre jene Flut            |                                         | Paris, zwischen 8. und 11. Juli 1906, I. vor II. vor III.   |
| Das Portal (II.)                                                      | Sehr viele Weite ist gemeint damit            |                                         | Paris, zwischen 8. und 11. Juli 1906, I. vor II. vor III.   |
| Das Portal (III.)                                                     | So ragen sie, die Herzen angehalten           |                                         | Paris, zwischen 8. und 11. Juli 1906, I. vor II. vor III.   |
| Die Fensterrose                                                       | Da drin: das träge Treten ihrer Tatzen        |                                         | Paris, kurz vor dem 8. Juli 1906                            |
| Das Kapitäl                                                           | Wie sich aus eines Traumes Ausgeburten        |                                         | Paris, zwischen 8. und 11. Juli 1906                        |
| Gott im Mittelalter                                                   | Und sie hatten Ihn in sich erspart            |                                         | Paris, zwischen 19. und 23. Juli 1907                       |
| Morgue                                                                | Da liegen sie bereit, als ob es gälte         |                                         | Paris, Anfang Juli 1906                                     |
| Der Gefangene (I.)                                                    | Meine Hand hat nur noch eine                  |                                         | undatiert, vermutlich: erstes Halbjahr 1906                 |
| Der Gefangene (II.)                                                   | Denk dir, das was jetzt Himmel ist und Wind   |                                         | undatiert, vermutlich: erstes Halbjahr 1906                 |
| Der Panther                                                           | Sein Blick ist vom Vorübergehn der Stäbe      | Im Jardin des Plantes, Paris, Menagerie | Paris 1903, möglicherweise schon 1902                       |
| Die Gazelle                                                           | Verzauberte: wie kann der Einklang zweier     | Gazella Dorcas                          | Paris, 17. Juli 1907                                        |
| Das Einhorn                                                           | Der Heilige hob das Haupt, und das Gebet      |                                         | Meudon, Winter 1905/1906                                    |
| Sankt Sebastian                                                       | Wie ein Liegender so steht er; ganz           |                                         | Meudon, Winter 1905/1906                                    |
| Der Stifter                                                           | Das war der Auftrag an die Malergilde         |                                         | Paris, Mitte Juli 1906                                      |
| Der Engel                                                             | Mit einem Neigen seiner Stirne weist          |                                         | Paris, Frühsommer 1906                                      |
| Römische Sarkophage                                                   | Was aber hindert uns zu glauben, daß          |                                         | Paris, Mai/Juni 1906                                        |
| Der Schwan                                                            | Diese Mühsal, durch noch Ungetanes            |                                         | Meudon, Winter 1905/1906                                    |
| Kindheit                                                              | Es wäre gut viel nachzudenken, um             |                                         | Paris, um den 1. Juli 1906                                  |
| Der Dichter                                                           | Du entfernst dich von mir, du Stunde          |                                         | Meudon, Winter 1905/1906                                    |
| Die Spitze (I.)                                                       | Menschlichkeit: Namen schwankender Besitze    |                                         | Paris, Frühsommer 1906                                      |
| Die Spitze (II.)                                                      | Und wenn uns eines Tages dieses Tun           |                                         | Capri, um den 10. Februar 1907                              |
| Ein Frauen-Schicksal                                                  | So wie der König auf der Jagd ein Glas        |                                         | Paris, um den 1. Juli 1906                                  |
| Die Genesende                                                         | Wie ein Singen kommt und geht in Gassen       |                                         | Frühjahr 1906                                               |
| Die Erwachsene                                                        | Das alles stand auf ihr und war die Welt      |                                         | Paris, 19. Juli 1907                                        |
| Tanagra                                                               | Ein wenig gebrannter Erde                     |                                         | Paris, Anfang Juli 1906                                     |
| Die Erblindende                                                       | Sie saß so wie die anderen beim Tee           |                                         | Paris, Ende Juni 1906                                       |
| In einem fremden Park                                                 | Zwei Wege sinds. Sie führen keinen hin        | Borgeby-Gård                            | Paris, Mitte Juli 1906                                      |
| Abschied                                                              | Wie hab ich das gefühlt was Abschied heißt    |                                         | Frühjahr 1906                                               |
| Todes-Erfahrung                                                       | Wir wissen nichts von diesem Hingehn, das     |                                         | 24. Jan. 1907                                               |
| Blaue Hortensie                                                       | So wie das letzte Grün in Farbentiegeln       |                                         | Paris, Mitte Juli 1906                                      |
| Vor dem Sommerregen                                                   | Auf einmal ist aus allem Grün im Park         |                                         | Paris, Anfang Juli 1906                                     |
| Im Saal                                                               | Wie sind sie alle um uns, diese Herrn         |                                         | Paris, Anfang Juli 1906                                     |
| Letzter Abend                                                         | Und Nacht und fernes Fahren; denn der Train   | Aus dem Besitze Frau Nonnas             | Paris, Juni 1906                                            |
| Jugend-Bildnis meines Vaters                                          | Im Auge Traum. Die Stirn wie in Berührung     |                                         | Paris, 27. Juni 1906                                        |
| Selbstbildnis aus dem Jahre 1906                                      | Des alten lange adligen Geschlechtes          |                                         | 1906, nicht näher datiert, vermutlich: Paris, Frühling 1906 |
| Der König                                                             | Der König ist sechzehn Jahre alt              |                                         | Paris, um den 1. Juli 1906                                  |
| Auferstehung                                                          | Der Graf vernimmt die Töne                    |                                         | Paris, um den 1. Juli 1906                                  |
| Der Fahnenträger                                                      | Die Andern fühlen alles an sich rauh          |                                         | Paris, zwischen 11. und 19. Juli 1906                       |
| Der letzte Graf von Brederode entzieht sich türkischer Gefangenschaft | Sie folgen furchtbar; ihren bunten Tod        |                                         | Capri, Mitte März 1907                                      |
| Die Kurtisane                                                         | Venedigs Sonne wird in meinem Haar            |                                         | Capri, Mitte März 1907                                      |
| Die Treppe der Orangerie                                              | Wie Könige die schließlich nur noch schreiten | Versailles                              | Paris, Mitte Juli 1906                                      |
| Der Marmor-Karren                                                     | Auf Pferde, sieben ziehende, verteilt         | Paris                                   | Paris, 28. Juni 1907                                        |
| Buddha                                                                | Schon von ferne fühlt der fremde scheue       |                                         | Paris, 19. Juli 1906                                        |
| Römische Fontäne                                                      | Zwei Becken, eins das andre übersteigend      | Borghese                                | Paris, 8. Juli 1906                                         |
| Das Karussell                                                         | Mit einem Dach und seinem Schatten dreht      | Jardin du Luxembourg                    | Paris, Juni 1906                                            |
| Spanische Tänzerin                                                    | Wie in der Hand ein Schwefelzündholz, weiß    |                                         | Paris, Juni 1906                                            |
| Der Turm                                                              | Erd-Inneres. Als wäre dort, wohin             | Tour St.-Nicolas, Furnes                | Paris, 18. Juli 1907                                        |
| Der Platz                                                             | Willkürlich von Gewesnem ausgeweitet:         | Furnes                                  | Paris, 21. Juli 1907                                        |
| Quai du Rosaire                                                       | Die Gassen haben einen sachten Gang           | Brügge                                  | Paris, 18./19. Juli 1907                                    |
| Béguinage (I.)                                                        | Das hohe Tor scheint keine einzuhalten        | Béguinage Sainte-Elisabeth, Brügge      | Paris, 19. Juli 1907                                        |
| Béguinage (II.)                                                       | Was aber spiegelt mit den tausend Scheiben    | Béguinage Sainte-Elisabeth, Brügge      | Paris, 19./20. Juli 1907                                    |
| Die Marien-Prozession                                                 | Aus allen Türmen stürzt sich, Fluß um Fluß    | Gent                                    | Paris, 20. Juli 1907                                        |
| Die Insel (I.)                                                        | Die nächste Flut verwischt den Weg im Watt    | Hallig                                  | Paris, 23. Juli 1906                                        |
| Die Insel (II.)                                                       | Als läge er in einem Krater-Kreise            | Hallig                                  | Paris, 24. Juli 1906                                        |
| Die Insel (III.)                                                      | Nah ist nur Innres; alles andre fern          | Hallig                                  | Paris, 20. August 1907                                      |
| Hetären-Gräber                                                        | In ihren langen Haaren liegen sie             |                                         | Rom, Anfang 1904                                            |
| Orpheus. Eurydike. Hermes                                             | Das war der Seelen wunderliches Bergwerk      |                                         | Rom, Anfang 1904                                            |
| Alkestis                                                              | Da plötzlich war der Bote unter ihnen         |                                         | Capri, zwischen 7. und 10. Februar 1907                     |
| Geburt der Venus                                                      | An diesem Morgen nach der Nacht, die bang     |                                         | Furuborg, Jonsered (Schweden), Herbst 1904                  |
| Die Rosenschale                                                       | Zornige sahst du flackern, sahst zwei Knaben  |                                         | Capri, um Neujahr 1907                                      |

## Der neuen Gedichte anderer Teil
| Titel                                              | Erste Zeile                                          | Bemerkung                            | Entstehung                                            |
| -------------------------------------------------- | ---------------------------------------------------- | ------------------------------------ | ----------------------------------------------------- |
| Archaïscher Torso Apollos                          | Wir kannten nicht sein unerhörtes Haupt              |                                      | Frühsommer 1908                                       |
| Kretische Artemis                                  | Wind der Vorgebirge: war nicht ihre                  |                                      | Paris, Frühsommer 1908                                |
| Leda                                               | Als ihn der Gott in seiner Not betrat                |                                      | Paris, Herbst 1907 oder Capri, Frühling 1908          |
| Delphine                                           | Jene Wirklichen, die ihrem Gleichen                  |                                      | Paris, 1. August 1907                                 |
| Die Insel der Sirenen                              | Wenn er denen, die ihm gastlich waren                |                                      | Paris, zwischen 22. August und 5. September 1907      |
| Klage um Antinous                                  | Keiner begriff mir von euch den bithynischen Knaben  |                                      | Paris, Herbst 1907 oder Capri, Frühling 1908          |
| Der Tod der Geliebten                              | Er wußte nur vom Tod was alle wissen:                |                                      | Paris, zwischen 22. August und 5. September 1907      |
| Klage um Jonathan                                  | Ach sind auch Könige nicht von Bestand               | 2. Samuel 1                          | Paris, Frühsommer 1908                                |
| Tröstung des Elia                                  | Er hatte das getan und dies, den Bund                | 1. Könige 19                         | Paris, Frühsommer 1908                                |
| Saul unter den Propheten                           | Meinst du denn, daß man sich sinken sieht?           | 1. Samuel 19, 8-24 und 10, 1-16      | Paris, Sommer 1908, vor 2. August                     |
| Samuels Erscheinung vor Saul                       | Da schrie die Frau zu Endor auf: Ich sehe –          | 1. Samuel 28                         | Paris, zwischen 22. August und 5. September 1907      |
| Ein Prophet                                        | Ausgedehnt von riesigen Gesichten                    |                                      | Paris, kurz vor dem 17. August 1907                   |
| Jeremia                                            | Einmal war ich weich wie früher Weizen               |                                      | Paris, Mitte August 1907                              |
| Eine Sibylle                                       | Einst, vor Zeiten, nannte man sie alt                |                                      | Paris, zwischen 22. August und 5. September 1907      |
| Absaloms Abfall                                    | Sie hoben sie mit Geblitz:                           | 2. Samuel 15-19                      | Paris, Sommer 1908, vor 2. August                     |
| Esther                                             | Die Dienerinnen kämmten sieben Tage                  |                                      | Paris, Frühsommer 1908                                |
| Der aussätzige König                               | Da trat auf seiner Stirn der Aussatz aus             |                                      | Paris, Frühsommer 1908                                |
| Legende von den drei Lebendigen und den drei Toten | Drei Herren hatten mit Falken gebeizt                |                                      | Paris, Frühsommer 1908                                |
| Der König von Münster                              | Der König war geschoren                              |                                      | Paris, Frühsommer 1908                                |
| Toten-Tanz                                         | Sie brauchen kein Tanz-Orchester                     |                                      | Paris, 20. August 1907                                |
| Das Jüngste Gericht                                | So erschrocken, wie sie nie erschraken               |                                      | Paris, 20. August 1907                                |
| Die Versuchung                                     | Nein, es half nicht, daß er sich die scharfen        |                                      | Paris, 21. August 1907                                |
| Der Alchimist                                      | Seltsam verlächelnd schob der Laborant               |                                      | Paris, 22. August 1907                                |
| Der Reliquienschrein                               | Draußen wartete auf alle Ringe                       |                                      | undatiert, 1907/1908, vermutlich: August 1908         |
| Das Gold                                           | Denk es wäre nicht: es hätte müssen                  |                                      | Paris, zwischen 22. August und 5. September 1907      |
| Der Stylit                                         | Völker schlugen über ihm zusammen                    |                                      | Paris, Frühsommer 1908                                |
| Die Ägyptische Maria                               | Seit sie damals, bettheiß, als die Hure              |                                      | Paris, Frühsommer 1908                                |
| Kreuzigung                                         | Längst geübt, zum kahlen Galgenplatze                |                                      | Paris, Sommer 1908, vor 2. August                     |
| Der Auferstandene                                  | Er vermochte niemals bis zuletzt                     | Ev. Johannis 20, 1-18                | Paris, Herbst 1907 oder Capri, Frühling 1908          |
| Magnificat                                         | Sie kam den Hang herauf, schon schwer, fast ohne     | Lukas 1, 39-56                       | Paris, Sommer 1908, vor 2. August                     |
| Adam                                               | Staunend steht er an der Kathedrale                  |                                      | Paris, Sommer 1908, vor 15. Juli                      |
| Eva                                                | Einfach steht sie an der Kathedrale                  |                                      | Paris, Sommer 1908, vor 15. Juli                      |
| Irre im Garten                                     | Noch schließt die aufgegebene Kartause               | Dijon                                | Paris, zwischen 22. August und 5. September 1907      |
| Die Irren                                          | Und sie schweigen, weil die Scheidewände             |                                      | Paris, zwischen 22. August und 5. September 1907      |
| Aus dem Leben eines Heiligen                       | Er kannte Ängste, deren Eingang schon                |                                      | Paris, zwischen 22. August und 5. September 1907      |
| Die Bettler                                        | Du wußtest nicht, was den Haufen                     |                                      | Paris, Frühsommer 1908                                |
| Fremde Familie                                     | So wie der Staub, der irgendwie beginnt              |                                      | Paris, Sommer 1908, vor 2. August                     |
| Leichen-Wäsche                                     | Sie hatten sich an ihn gewöhnt. Doch als             |                                      | Paris, Sommer 1908, vor 15. Juli                      |
| Eine von den Alten                                 | Abends manchmal (weißt du, wie das tut?)             | Paris                                | Paris, 21. August 1907                                |
| Der Blinde                                         | Sieh, er geht und unterbricht die Stadt              | Paris                                | Paris, 21. August 1907                                |
| Eine Welke                                         | Leicht, wie nach ihrem Tode                          |                                      | Paris, Frühsommer 1908                                |
| Abendmahl                                          | Ewiges will zu uns. Wer hat die Wahl                 |                                      | Paris, Sommer 1908, vor 2. August                     |
| Die Brandstätte                                    | Gemieden von dem Frühherbstmorgen, der               |                                      | Paris, Frühsommer 1908                                |
| Die Gruppe                                         | Als pflückte einer rasch zu einem Strauß             | Paris                                | Paris, Frühsommer 1908                                |
| Schlangen-Beschwörung                              | Wenn auf dem Markt, sich wiegend, der Beschwörer     |                                      | Paris, Herbst 1907 oder Capri, Frühling 1908          |
| Schwarze Katze                                     | Ein Gespenst ist noch wie eine Stelle                |                                      | Paris, Sommer 1908, vor 2. August                     |
| Vor-Ostern                                         | Morgen wird in diesen tiefgekerbten                  | Neapel                               | Paris, Sommer 1908, vor 15. Juli                      |
| Der Balkon                                         | Von der Enge, oben, des Balkones                     | Neapel                               | Paris, 17. August 1907                                |
| Auswanderer-Schiff                                 | Denk: daß einer heiß und glühend flüchte             | Neapel                               | Paris, 18. August 1907                                |
| Landschaft                                         | Wie zuletzt, in einem Augenblick                     |                                      | Paris, 2. August 1907                                 |
| Römische Campagna                                  | Aus der vollgestellten Stadt, die lieber             |                                      | Paris, Frühsommer 1908                                |
| Lied vom Meer                                      | Uraltes Wehn vom Meer                                | Capri. Piccola Marina                | Capri, Ende Januar 1907                               |
| Nächtliche Fahrt                                   | Damals als wir mit den glatten Trabern               | Sankt Petersburg                     | Paris, zwischen 9. und 17. August 1907                |
| Papageien-Park                                     | Unter türkischen Linden, die blühen, an Rasenrändern | Jardin des Plantes, Paris, Menagerie | Paris, Herbst 1907 oder Capri, Frühling 1908          |
| Die Parke (I.)                                     | Unaufhaltsam heben sich die Parke                    |                                      | Paris, 9. August 1907                                 |
| Die Parke (II.)                                    | Leise von den Alleen                                 |                                      | Paris, 9. August 1907                                 |
| Die Parke (III.)                                   | Den Teichen und den eingerahmten Weihern             |                                      | Paris, 9. August 1907                                 |
| Die Parke (IV.)                                    | Und Natur, erlaucht und als verletze                 |                                      | Paris, 9. August 1907                                 |
| Die Parke (V.)                                     | Götter von Alleen und Altanen                        |                                      | Paris, zwischen 9. und 17. August 1907                |
| Die Parke (VI.)                                    | Fühlst du, wie keiner von allen                      |                                      | Paris, zwischen 9. und 17. August 1907                |
| Die Parke (VII.)                                   | Aber Schalen sind, drin der Najaden                  |                                      | Paris, zwischen 9. und 17. August 1907                |
| Bildnis                                            | Daß von dem verzichtenden Gesichte                   |                                      | 2. August 1907                                        |
| Venezianischer Morgen                              | Fürstlich verwöhnte Fenster sehen immer              | Richard Beer-Hofmann zugeeignet      | Paris, Frühsommer 1908                                |
| Spätherbst in Venedig                              | Nun treibt die Stadt schon nicht mehr wie ein Köder  |                                      | Paris, Frühsommer 1908                                |
| San Marco                                          | In diesem Innern, das wie ausgehöhlt                 | Venedig                              | Paris, Frühsommer 1908                                |
| Ein Doge                                           | Fremde Gesandte sahen, wie sie geizten               |                                      | Paris, zwischen 22. August und 5. September 1907      |
| Die Laute                                          | Ich bin die Laute. Willst du meinen Leib             | Tullia d’Aragona                     | Paris, Herbst 1907 oder Capri, Frühling 1908          |
| Der Abenteuerer (I.)                               | Wenn er unter jene, welche waren                     |                                      | Paris, Frühsommer 1908                                |
| Der Abenteuerer (II.)                              | In den Tagen – (nein, es waren keine)                |                                      | Paris, zwischen 22. August und 5. September 1907      |
| Falken-Beize                                       | Kaiser sein heißt unverwandelt vieles                |                                      | Paris, Frühsommer 1908                                |
| Corrida                                            | Seit er, klein beinah, aus dem Toril                 | In memoriam Montez, 1830             | Paris, 3. August 1907                                 |
| Don Juans Kindheit                                 | In seiner Schlankheit war, schon fast entscheidend   |                                      | Paris, Herbst 1907 oder Capri, Frühling 1908          |
| Don Juans Auswahl                                  | Und der Engel trat ihn an: Bereite                   |                                      | vermutlich: Anfang August 1908                        |
| Sankt Georg                                        | Und sie hatte ihn die ganze Nacht                    |                                      | Paris, zwischen 5. und 9. August 1907                 |
| Dame auf einem Balkon                              | Plötzlich tritt sie, in den Wind gehüllt             |                                      | Paris, 17. August 1907                                |
| Begegnung in der Kastanien-Allee                   | Ihm ward des Eingangs grüne Dunkelheit               |                                      | Paris, Sommer 1908, vor 15. Juli                      |
| Die Schwestern                                     | Sieh, wie sie dieselben Möglichkeiten                |                                      | Paris, Frühsommer 1908                                |
| Übung am Klavier                                   | Der Sommer summt. Der Nachmittag macht müde          |                                      | Paris, Herbst 1907 oder Capri, Frühling 1908          |
| Die Liebende                                       | Das ist mein Fenster. Eben                           |                                      | Paris, zwischen 5. und 9. August 1907                 |
| Das Rosen-Innere                                   | Wo ist zu diesem Innen                               |                                      | Paris, 2. August 1907                                 |
| Damen-Bildnis aus den Achtziger-Jahren             | Wartend stand sie an den schwergerafften             |                                      | Paris, zwischen 22. August und 5. September 1907      |
| Dame vor dem Spiegel                               | Wie in einem Schlaftrunk Spezerein                   |                                      | Paris, zwischen 22. August und 5. September 1907      |
| Die Greisin                                        | Weiße Freundinnen mitten im Heute                    |                                      | Paris, Sommer 1908, vor 15. Juli                      |
| Das Bett                                           | Laß sie meinen, daß sich in privater                 |                                      | Paris, Sommer 1908, vor 15. Juli                      |
| Der Fremde                                         | Ohne Sorgfalt, was die Nächsten dächten              |                                      | Paris, Frühsommer 1908                                |
| Die Anfahrt                                        | War in des Wagens Wendung dieser Schwung?            |                                      | Paris, Sommer 1908, vor 15. Juli                      |
| Die Sonnenuhr                                      | Selten reicht ein Schauer feuchter Fäule             |                                      | Paris, Frühsommer 1908                                |
| Schlaf-Mohn                                        | Abseits im Garten blüht der böse Schlaf              |                                      | Paris, Frühsommer 1908                                |
| Die Flamingos                                      | In Spiegelbildern wie von Fragonard                  | Jardin des Plantes, Paris, Menagerie | Paris, Herbst 1907 oder Capri, Frühling 1908          |
| Persisches Heliotrop                               | Es könnte sein, daß dir der Rose Lob                 |                                      | Paris, Frühsommer 1908                                |
| Schlaflied                                         | Einmal wenn ich dich verlier                         |                                      | Paris, Frühsommer 1908                                |
| Der Pavillon                                       | Aber selbst noch durch die Flügeltüren               |                                      | Paris, 18. August 1907                                |
| Die Entführung                                     | Oft war sie als Kind ihren Dienerinnen               |                                      | Paris, Sommer 1908, vor 15. Juli                      |
| Rosa Hortensie                                     | Wer nahm das Rosa an? Wer wußte auch                 |                                      | Paris, Herbst 1907 oder Capri, Frühling 1908          |
| Das Wappen                                         | Wie ein Spiegel, der, von ferne tragend              |                                      | Paris, 17. August 1907                                |
| Der Junggeselle                                    | Lampe auf den verlassenen Papieren                   |                                      | Paris, Sommer 1908, vor 2. August                     |
| Der Einsame                                        | Nein: ein Turm soll sein aus meinem Herzen           |                                      | Paris, Mitte August 1907                              |
| Der Leser                                          | Wer kennt ihn, diesen, welcher sein Gesicht          |                                      | Paris, Sommer 1908, vor 2. August                     |
| Der Apfelgarten                                    | Komm gleich nach dem Sonnenuntergange                | Borgeby-Gård                         | Paris, 2. August 1907                                 |
| Mohammeds Berufung                                 | Da aber als in sein Versteck der Hohe                |                                      | Paris, zwischen 22. August und 5. September 1907      |
| Der Berg                                           | Sechsunddreißig Mal und hundert Mal                  |                                      | Paris, 31. Juli 1907                                  |
| Der Ball                                           | Du Runder, der das Warme aus zwei Händen             |                                      | Paris, 31. Juli 1907                                  |
| Das Kind                                           | Unwillkürlich sehn sie seinem Spiel                  |                                      | Paris, 1907, Vers 1-4: 31. Juli, Vers 5-12: 1. August |
| Der Hund                                           | Da oben wird das Bild von einer Welt                 |                                      | Paris, 31. Juli 1907                                  |
| Der Käferstein                                     | Sind nicht Sterne fast in deiner Nähe                |                                      | Paris, Frühsommer 1908, vor 15. Juli                  |
| Buddha in der Glorie                               | Mitte aller Mitten, Kern der Kerne                   |                                      | Paris, Sommer 1908, vor 15. Juli                      |